# Bob Klose
Rado „Bob” Klose (n. 1944; în unele publicații se face referire la el prin Bob Close sau Brian Close) este un muzician și fotograf englez. A fost unul dintre membrii trupei Pink Floyd în zilele de început ale formației, cântând la chitară solo. Cu toate acestea a părăsit grupul înainte ca acesta să înregistreze primul său single, „Arnold Layne”.
1. ↑  Bob Klose, Photographers’ Identities Catalog, accesat în 9 octombrie 2017